# Lady Boom Boom
Pour les articles homonymes, voir Langlois et Boom Boom (homonymie).
Lady Boom Boom, nom de scène d'Henri Delisle Langlois, est une drag queen canadienne originaire de la ville de Québec. En 2017, elle participe à la série documentaire télévisée ILS de jour, ELLES de nuit, diffusée par' ICI ARTV.
Active dans la scène drag québécoise depuis l'âge de 18 ans, elle est mentionnée à plusieurs reprises comme étant une étoile montante de la relève LGBT au Québec,,.

## Début de carrière et émergence
Henri Langlois entame des démarches pour devenir un artiste de scène en commençant par être danseur pour des drag queens à Québec, notamment au bar Le Drague Cabaret Club, endroit qui deviendra son lieu de résidence artistique durant plus de 4 ans.
Depuis son émersion à l'avant-scène, lady Boom Boom a participé à la Fête Arc-en-ciel de Québec à la Place D'Youville, mais aussi à la programmation de Fierté Montréal. 
Elle est invitée d'événements mettant en vedette des stars de l'émission américaine RuPaul's Drag Race telles que Naomi Smalls et Aquaria. Elle se produit hebdomadairement dans des spectacles dans différents établissement du Village gai. Sa transition Québec-Montréal apparait rapidement comme une réussite.

## Canada's Drag Race (2022)
En 2022, Lady Boom Boom est annoncée comme candidate à la troisième saison de Canada's Drag Race.